# Glas mit selbstreinigenden Eigenschaften

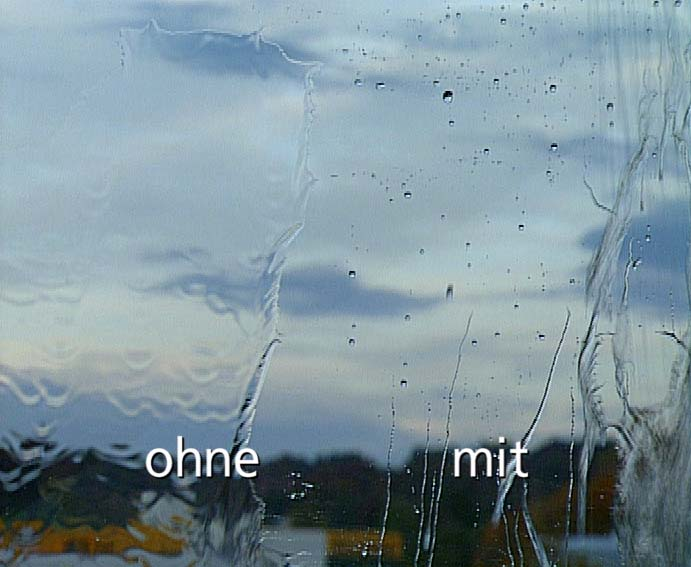
Unterschied zwischen einer normalen und einer hydrophoben Glasoberfläche

Bei Glas mit selbstreinigenden Eigenschaften wird das Oberflächenverhalten gegenüber einem normalen Glas so verändert, dass sich Schmutz schwer auf der Oberfläche festsetzen kann und bei Regen weitestgehend von abfließendem Wasser abgewaschen wird. Das verzögert die Verschmutzung und erleichtert die Reinigung.
Glas mit selbstreinigenden Eigenschaften wird häufig mit dem sogenannten Lotoseffekt bezeichnet oder gleichgesetzt und/oder mit Nanotechnik in Verbindung gebracht. Man spricht dann von einer Nanobeschichtung. Glas mit selbstreinigenden Eigenschaften wird im Fenster- und Fassadenbau als selbstreinigendes Glas bezeichnet. Dabei entsteht der Eindruck, dass das Glas nicht mehr gereinigt werden muss. 
Um ein Glas mit selbstreinigenden Eigenschaften herzustellen, gibt es drei Verfahren:
1. mit Titan(IV)-oxid pyrolytisch beschichtetes Floatglas 
Oberflächenverhalten: hydrophil
2. Nanomaterial verbindet sich mit dem Glas
3. mit einer Nanobeschichtung
Oberflächenverhalten: hydrophob

## Mit Titanoxid pyrolytisch beschichtetes Floatglas
Mit Titanoxid pyrolytisch beschichtetes Floatglas (Flachglas) hat zwei Eigenschaften, um die selbstreinigenden Eigenschaften zu ermöglichen. Die Beschichtung der Außenseite mit Titandioxid bewirkt eine Erhöhung der Oberflächenenergie (hydrophil) und verhindert so die Tröpfchenbildung. Das Wasser verteilt sich als dünner Wasserfilm auf der Oberfläche, um so den Schmutz beim Abfließen aufzunehmen. Die selbstreinigenden Eigenschaften werden durch einen photokatalytischen Effekt verstärkt. Die UV-Absorption der Titandioxid-Beschichtung erzeugt aktiven Sauerstoff. Dabei zersetzen sich organische Verschmutzungen und die Haftung des Schmutzes auf der Oberfläche wird reduziert.
Die Beschichtung wird bei der Glasherstellung aufgebracht.
Dieses Verfahren wird von großen Glasherstellern wie Pilkington und Saint-Gobain angewendet.

## Glastypisches Material (Silizium), das sich chemisch mit dem Glas verbindet
Mit glastypischem Material wird eine Glasoberfläche mit hydrophoben (wasserabweisenden) und schmutzabweisenden Eigenschaften modifiziert, um so die selbstreinigenden Eigenschaften zu erzielen. Bei der Verarbeitung verbinden sich Siliziumpartikel chemisch mit der Glasoberfläche, ohne dabei die anderen Materialeigenschaften zu verändern. Die veredelte Oberfläche reduziert die Kontaktfläche, sodass sich Schmutz nicht festsetzen kann und sich Regenwasser zu Tropfen formt und beim Abperlen den Schmutz größtenteils aufnimmt und entfernt. Die so erzielten selbstreinigenden Eigenschaften reduzieren den Reinigungsaufwand und schützen die Glasoberfläche nachhaltig unter anderem vor Alterung, aggressiven Umwelteinflüssen und schädlichen Ablagerungen.

## Mit Nanobeschichtungen modifizierte Glasoberflächen
Mit einer Nanobeschichtung modifizierte Glasoberflächen werden mit hydrophoben (wasserabweisenden) und schmutzabweisenden Eigenschaften ausgestattet, um so die selbstreinigenden Eigenschaften zu erzielen. Dazu wird auf eine bestehende, meist eine glatte, nichthydrophobe Oberfläche eine neue Oberflächenschicht aufgebracht. 
Eine Nanobeschichtung besteht aus mindestens zwei Schichten: Die erste Schicht ist für die Verbindung zwischen der bestehenden Oberfläche und der neuen, nano- oder makrostrukturierten Schicht. Nanobeschichtungen gehen eine physikalische Verbindung mit einer bestehenden Oberfläche ein, wie das z. B. bei einer Tapete der Fall ist.
Eine Vielzahl von Herstellern führen Nanobeschichtungen für die Anwendung auf Glas und vielen anderen Oberflächen. 
Nanobeschichtungen werden nachträglich aufgebracht.